# Dolf Benz
Adolph Franz Marie (Dolf) Benz (Amsterdam, 15 september 1908 – Den Haag, 14 december 1988) was een Nederlandse atleet, die was gespecialiseerd in de sprint. Hij nam eenmaal deel aan de Olympische Spelen.

## Loopbaan
Benz vertegenwoordigde Nederland op de 100 m bij de Olympische Spelen van 1928 in Amsterdam. Hierbij werd hij in de achtste serie met een vierde en tevens laatste plaats (11,4 s) uitgeschakeld. In 1934 was hij reserveloper op de 4 x 100 m estafette bij de eerste Europese kampioenschappen in Turijn (Italië). Hier zag hij hoe zijn teamgenoten een bronzen plak veroverden in 41,6, achter Duitsland (41,0) en Hongarije (41,4).
Dolf Benz was viermaal betrokken bij de vestiging van een Nederlands estafetterecord voor clubteams, tweemaal op de 4 x 100 m, de 4 x 200 m en de olympische estafette.
In zijn actieve tijd was Benz, journalist van beroep, aangesloten bij AV Haarlem, maar besloot in 1933 wegens een misverstand samen met Chris Berger over te stappen naar AV 1923.

## Persoonlijke records
| Onderdeel | Prestatie | Datum        | Plaats    |
| --------- | --------- | ------------ | --------- |
| 100 m     | 10,8 s    | 1934         |           |
| 200 m     | 22,1 s    | 28 juni 1931 | Amsterdam |